# Kevin Foley (muzyk)
Kevin Foley (ur. 10 marca 1988) – irlandzki perkusista. Kevin Foley znany jest przede wszystkim z występów we francuskim zespole deathmetalowym Benighted, którego jest członkiem od 2006 roku. W 2010 roku dołączył do holenderskiej formacji Disavowed. Również w 2010 roku na krótko związał się z angielskim zespołem Burning Skies. Od 2012 roku muzyk występuje także w szwajcarskim zespole Mumakil i rumuńskim trio Necrovile.
Jako muzyk koncertowy współpracował ponadto z takimi zespołami jak: Decapitated, Kronos, Nervecell, Nightmare, Sabaton i Sepultura.

## Wybrana dyskografia
- Benighted – Icon (2007, Osmose Productions)
- Benighted – Asylum Cave (2011, Season of Mist)
- Necrovile – Engorging the Devourmental Void (2013, Lacerated Enemy Records)
- Benighted – Carnivore Sublime (2014, Season of Mist)
- Abbath – Count The Dead (2015, Season of Mist)[11]
- Abbath – Abbath (2016, Season of Mist)[1]